# Mercuria zopissa
Mercuria zopissa is een slakkensoort uit de familie van de Hydrobiidae. De wetenschappelijke naam van de soort is voor het eerst geldig gepubliceerd in 1882 door Paulucci.